# Joseph-Marie Amiot

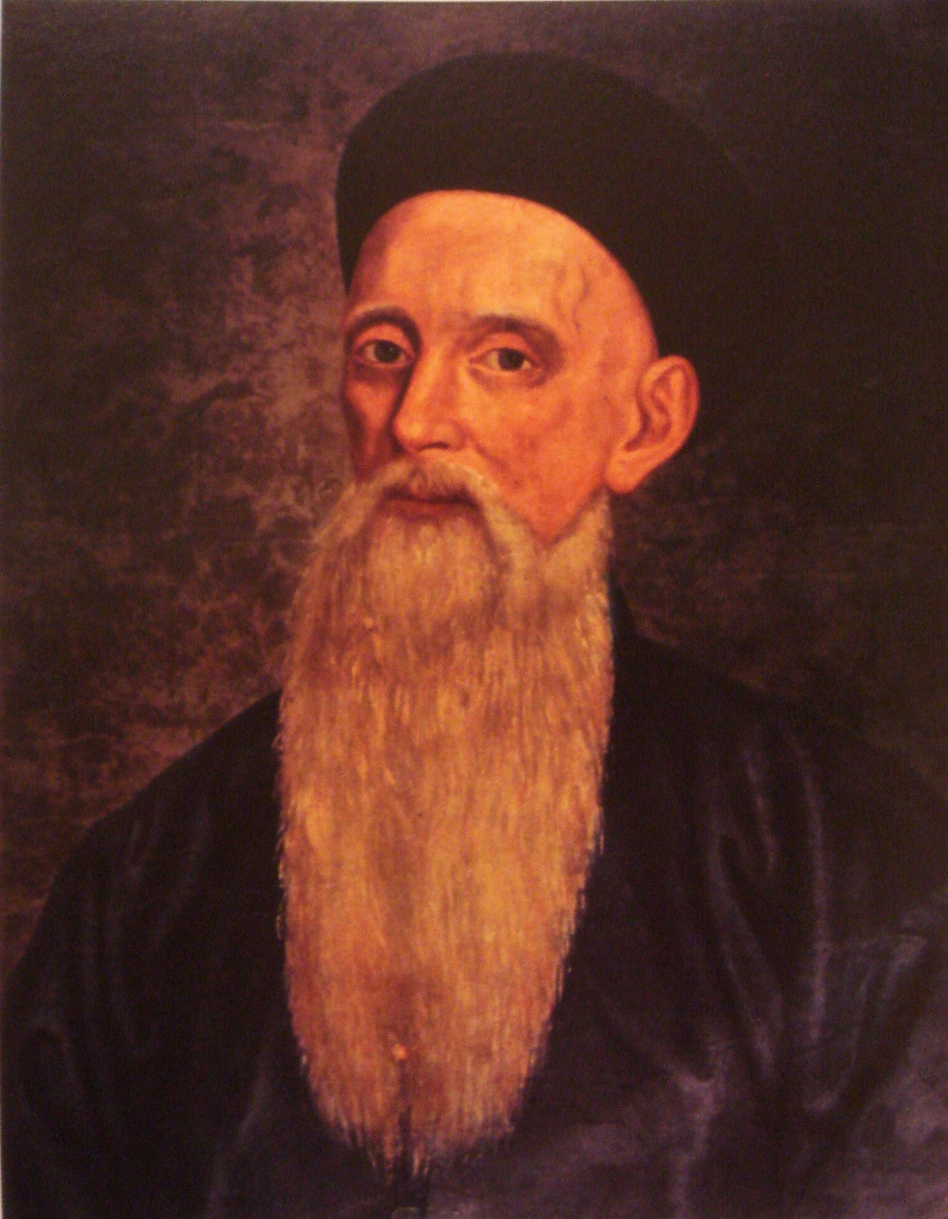
Joseph-Marie Amiot

Joseph-Marie Amiot (Toulon, 1718 - Pekín, 1793), sacerdote jesuita y sinólogo francés.

## Biografía
Tal como muchos miembros de la orden jesuita que llegaron en misión a China, el padre Amiot contribuyó a difundir la cultura china en Europa. Su obra constituye un testimonio único de la música y el baile chino de la época. Tradujo el libro “El arte de la guerra” de Sun Tzu, considerado el fundador del arte de la estrategia bajo el título “Los trece artículos”, y que se publicó en Europa en 1772.
Misionero en China, llegó a Macao en 1750 y en 1751 se estableció en Pekín, donde permaneció hasta su muerte en 1793.
Tuvo gran dedicación hacia los idiomas locales y las artes de China. Su obra constituye un preciado testimonio de la música china de la época.

## Obra
- El elogio de la ciudad de Moukden, traducción del chino, 1770 ;
- El arte militar del chino, 1772; algunas obras sobre la tipografía y la música del chino;
- La memoria de la música del chino tanto viejo como moderna, enviado en 1776, publicado por el abad Roussier en 1779.
- Espectáculos teatrales o conciertos de la música china, acompañada de una libreta de música sacra (oraciones católicas en chino hechas con música, enviado al Sr. Bignon, bibliotecario del Rey, obra inédita).
- La vida de Confucio

- Datos: Q725600
- Multimedia: Joseph-Marie Amiot / Q725600